# Fête Ouag
La fête Ouag est la fête des morts. À cette occasion les familles viennent au tombeau du défunt apporter des offrandes et faire des fumigations. Cette cérémonie est souvent suivie d'un banquet funéraire.
Étant un événement récurrent, sa date est dépourvue de toute mention d'année de règne ; exemple :
| T8 | M8 · Aa1 · X1 | N5 | V20 | Z1 · Z1 · Z1 · Z1 · Z1 · Z1 · Z1 · Z1 | N5 · N35 | V4 | W11 · W3 |

(ȝbd) tp(y) (ny) ȝḫ.t sw 18 hrw n(y) wȝg 
 premier (mois d')Akhet, le 18, jour de la fête Ouag